# 저분자량 GTP가수분해효소
저분자량 GTP가수분해효소(영어: small GTPase) (EC 3.6.5.2)는 구아노신 삼인산(GTP)과 결합하고 이를 가수분해할 수 있는 가수분해효소에 속하는 효소이다. 저분자량 G 단백질(영어: small G-protein)이라고도 한다. 저분자량 GTP가수분해효소는 이종삼량체 G 단백질의 α 소단위체와 상동성인 세포질에서 발견되는 G 단백질의 한 유형이지만, G 단백질의 α 소단위체와는 달리 저분자량 GTP가수분해효소는 가수분해효소로 독립적으로 작용하여 구아노신 삼인산(GTP)와 결합하고 이를 가수분해하여 구아노신 이인산(GDP)를 생성할 수 있다. 가장 잘 알려진 구성원이 Ras GTP가수분해효소이기 때문에 Ras 서브패밀리 GTP가수분해효소(영어: Ras subfamily GTPase)라고도 한다.
전형적인 G 단백질은 GTP와 결합할 때 활성 상태이고, GDP와 결합할 때(즉, GTP가 GDP로 가수분해될 때) 비활성 상태이다. 그러면 GDP는 유리 GTP로 대체될 수 있다. 따라서 G 단백질을 켜고 끌 수 있다. GTP의 가수분해는 GTP가수분해효소 활성화 단백질(GAP)에 의해 가속화되는 반면, GTP의 교환은 구아닌 뉴클레오타이드 교환인자(GEF)에 의해 촉매된다. 구아닌 뉴클레오타이드 교환인자(GEF)의 활성화는 일반적으로 동족 G 단백질을 활성화시키는 반면 GTP가수분해효소 활성화 단백질(GAP)의 활성화는 동족 G 단백질의 비활성화를 초래한다. 구아노신 뉴클레오타이드 해리 저해제(GDI)는 비활성 상태에서 저분자량 GTP가수분해효소를 유지한다.
저분자량 GTP가수분해효소는 생장, 세포 분화, 세포 이동 및 지질 소포 수송을 포함한 세포에서의 다양한 과정들을 조절한다.

## Ras 슈퍼패밀리
Ras 슈퍼패밀리에는 100가지 이상의 단백질들이 있다. 구조, 서열, 기능에 따라 Ras 슈퍼패밀리는 5가지 주요 패밀리(Ras, Rho, Ran, Rab, Arf GTPase)로 나뉘어진다. Ras 패밀리 자체는 Ras, Ral, Rit, Rap, Rheb, Rad의 6가지 서브패밀리로 더 세분화될 수 있다. Miro는 최근에 슈퍼패밀리에 기여하였다.
각 서브패밀리는 필수 GTP가수분해효소 및 뉴클레오타이드 교환 활성을 제공하는 공통의 핵심 G 도메인을 공유한다.
주변 서열은 저분자량 GTP가수분해효소의 기능적 특이성을 결정하는 데 도움을 준다. 예를 들어 Rho 서브패밀리에 공통적인 "삽입 루프(Insert Loop)"는 특이 IQ 모티프 함유 GTP가수분해효소 활성화 단백질(IQGAP) 및 비스코트-올드리치 증후군 단백질(WASP)과 같은 이펙터 단백질에 대한 결합에 기여한다.
Ras 패밀리는 일반적으로 세포 증식, Rho는 세포 형태, Ran은 핵 수송, Rab 및 Arf는 소포 수송을 담당한다.

## 같이 보기
- GTP가수분해효소 (GTPase)
- ATP가수분해효소 (ATPase)
- 구아노신 삼인산 (GTP)
- 구아노신 이인산 (GDP)
- GTP 결합 단백질 조절인자
- GTP가수분해효소 활성화 단백질 (GAP)
- 구아닌 뉴클레오타이드 교환인자 (GEF)
- 구아노신 뉴클레오타이드 해리 저해제 (GDI)